# Mythimna osseogrisea
Mythimna osseogrisea là một loài bướm đêm trong họ Noctuidae.